# Vitis biformis
Vitis biformis là một loài thực vật hai lá mầm trong họ Nho. Loài này được Rose miêu tả khoa học đầu tiên năm 1905.